# Melanocerita-(Ce)
La melanocerita-(Ce) és un mineral de la classe dels silicats. Rep el seu nom del terme grec pel color negre (μέλας) més l'element ceri, en al·lusió a la seva aparença i el seu contingut en aquest element.

## Característiques
La melanocerita-(Ce) és un silicat de fórmula química Ce₅(SiO₄,BO₄)₃(OH,O). Cristal·litza en el sistema hexagonal. La seva duresa a l'escala de Mohs es troba entre 5 i 6. Un estudi de Pasero et al. l'any 2010 va concloure que és una espècie gairebé idèntica a la tritomita-(Ce), i que per tant es tractava d'una espècie potencialment desacreditable.
Segons la classificació de Nickel-Strunz, la melanocerita-(Ce) pertany a «09.AJ: Estructures de nesosilicats (tetraedres aïllats), amb triangles de BO₃ i/o B[4], tetraèdres de Be[4], compartint vèrtex amb SiO₄» juntament amb els següents minerals: grandidierita, ominelita, dumortierita, holtita, magnesiodumortierita, garrelsita, bakerita, datolita, gadolinita-(Ce), gadolinita-(Y), hingganita-(Ce), hingganita-(Y), hingganita-(Yb), homilita, minasgeraisita-(Y), calcibeborosilita-(Y), stillwellita-(Ce), cappelenita-(Y), okanoganita-(Y), vicanita-(Ce), hundholmenita-(Y), prosxenkoïta-(Y) i jadarita.

## Formació i jaciments
Va ser descoberta a Kjeøya, a l'àrea de Barkevik, a Langesundsfjorden, al municipi de Larvik, a Vestfold, Noruega. Molt a prop d'aquest indret també ha estat trobada a Arøyskjærene i a Natrolittodden. A fora del país escandinau ha estat descrita només a quatres indrets més: a Ditrău, al comtat de Harghita (Romania); al complex Saima, a la prefectura de Dandong, Liaoning (Xina); i a les mines Richardson i Cardiff, aquesta darrera d'urani, situades al municipi de Cardiff, a Ontario (Canadà).